# Grená
O grená (do francês grenat) é referente às cores da gema granada. Não corresponde a uma cor específica, havendo diversos tons associados ao termo.

## Usos
A estrela gigante vermelha Mu Cephei, descoberta por William Herschel, é também conhecida como "Herschel's Garnet Star" (inglês para "Estrela Grená de Herschel", eis que o astrônomo a descreveu como "uma cor grená muito fina e profunda, como a estrela periódica ο Ceti".
É uma das cores oficiais dos clubes de futebol Barcelona (azul-grená), Fluminense (junto com o branco de o verde), do Torino, Desportiva Ferroviária, Associação Ferroviária de Esportes, Clube Atlético Juventus e Sociedade Esportiva e Recreativa Caxias do Sul.

## Galeria

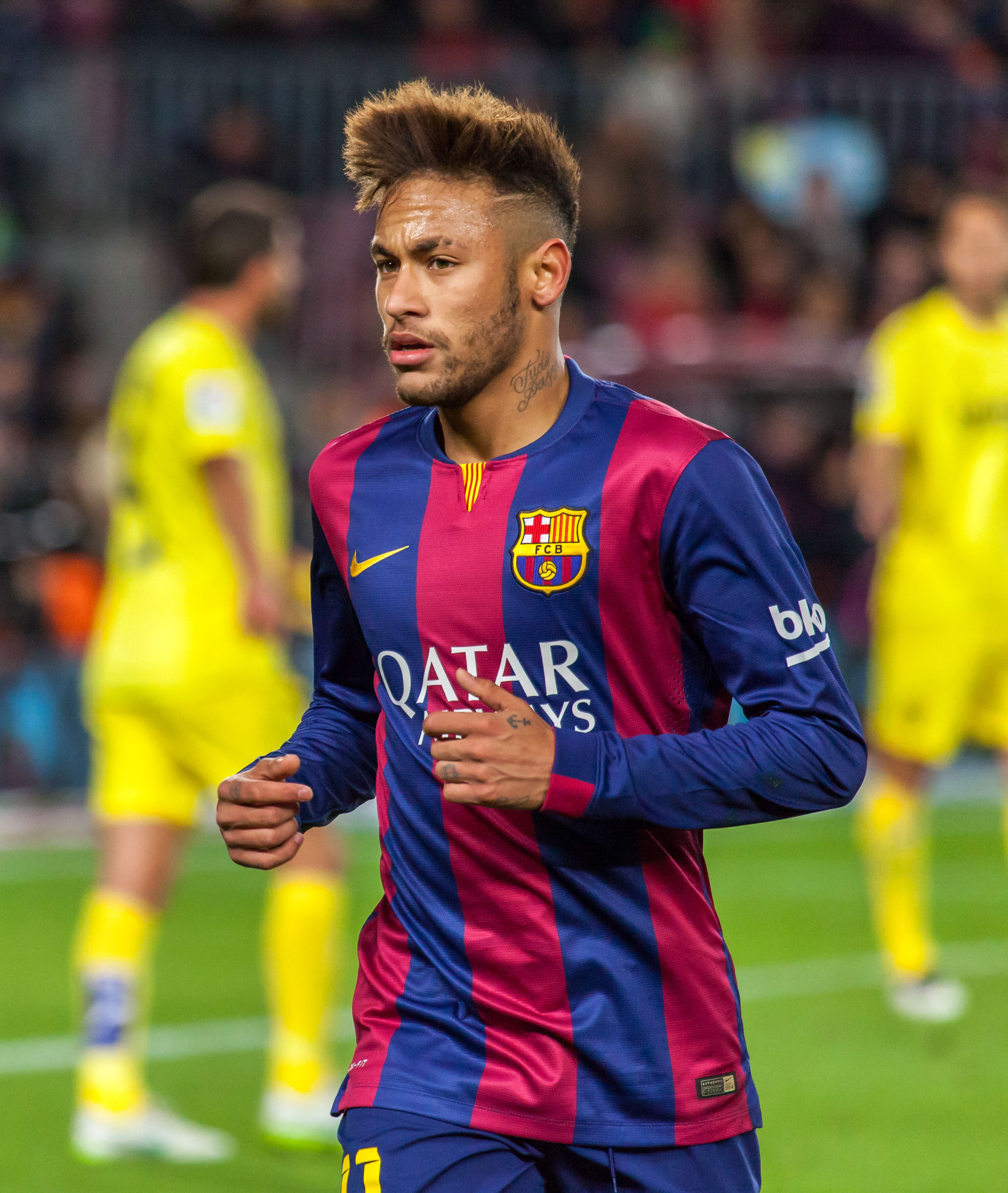
Neymar vestindo a camisa azul-grená do Barcelona
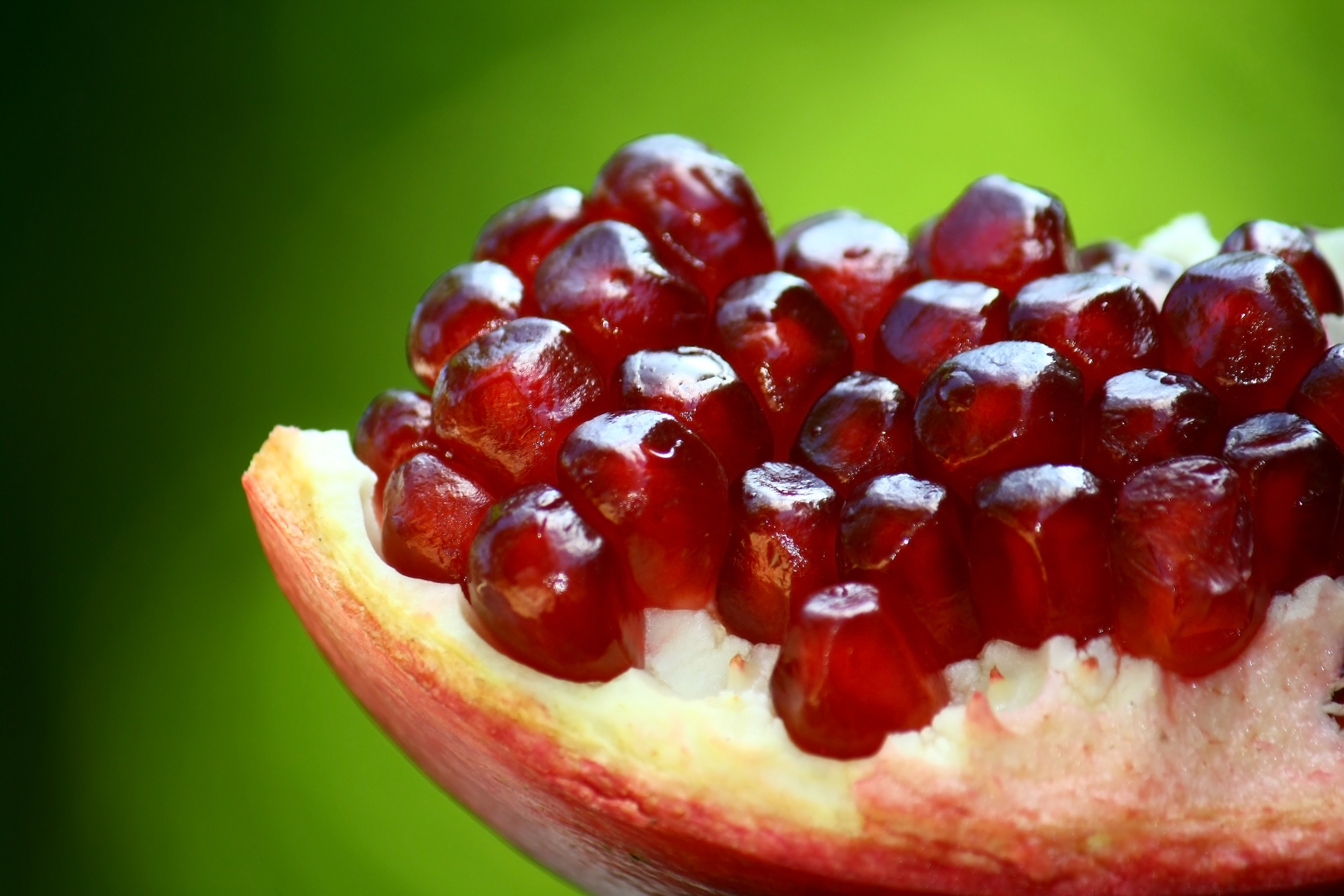
Uma romã aberta
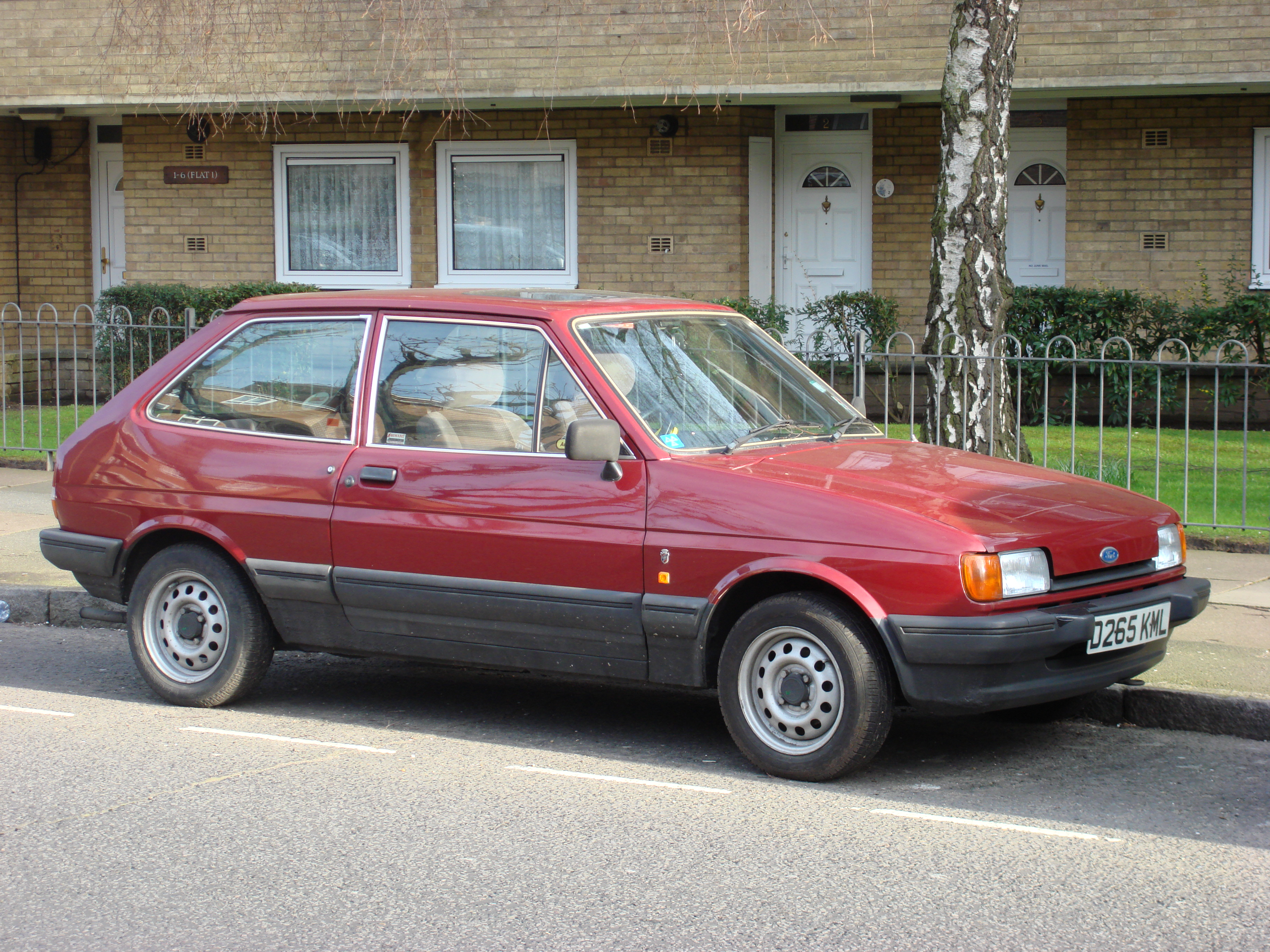
Um Ford Fiesta grená
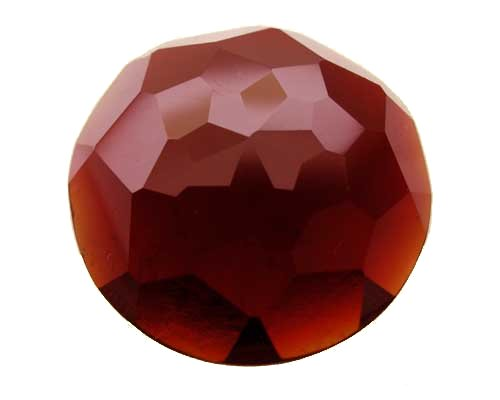
Uma granada (mineralogia) lapidada